# チェルヴィニア (競走馬)
チェルヴィニア（欧字名:Cervinia、2021年2月3日 - ）は、日本の競走馬。主な勝ち鞍は2024年の優駿牝馬、秋華賞。
馬名の意味は、マッターホルン山麓の集落の名より。

## 経歴

### 2歳（2023年）
6月4日東京芝1600mの2歳新馬戦でデビュー。好スタートからハナを奪い、直線で懸命に逃げ粘るもボンドガールにかわされて2着に敗退。8月12日新潟芝1800mの2歳未勝利では道中2番手でレースを進め、直線で抜け出すと最後は後続に6馬身差をつけ圧勝、2戦目で初勝利を挙げる。10月28日に行われたアルテミスステークスでは好位の5番手で追走し、直線で鋭く脚を伸ばして先頭に立つと最後はサフィラに1馬身3/4差をつけ快勝、重賞初制覇を果たした。
次走として、阪神ジュベナイルフィリーズを目指していたが、左トモの違和感により、出走を回避した。

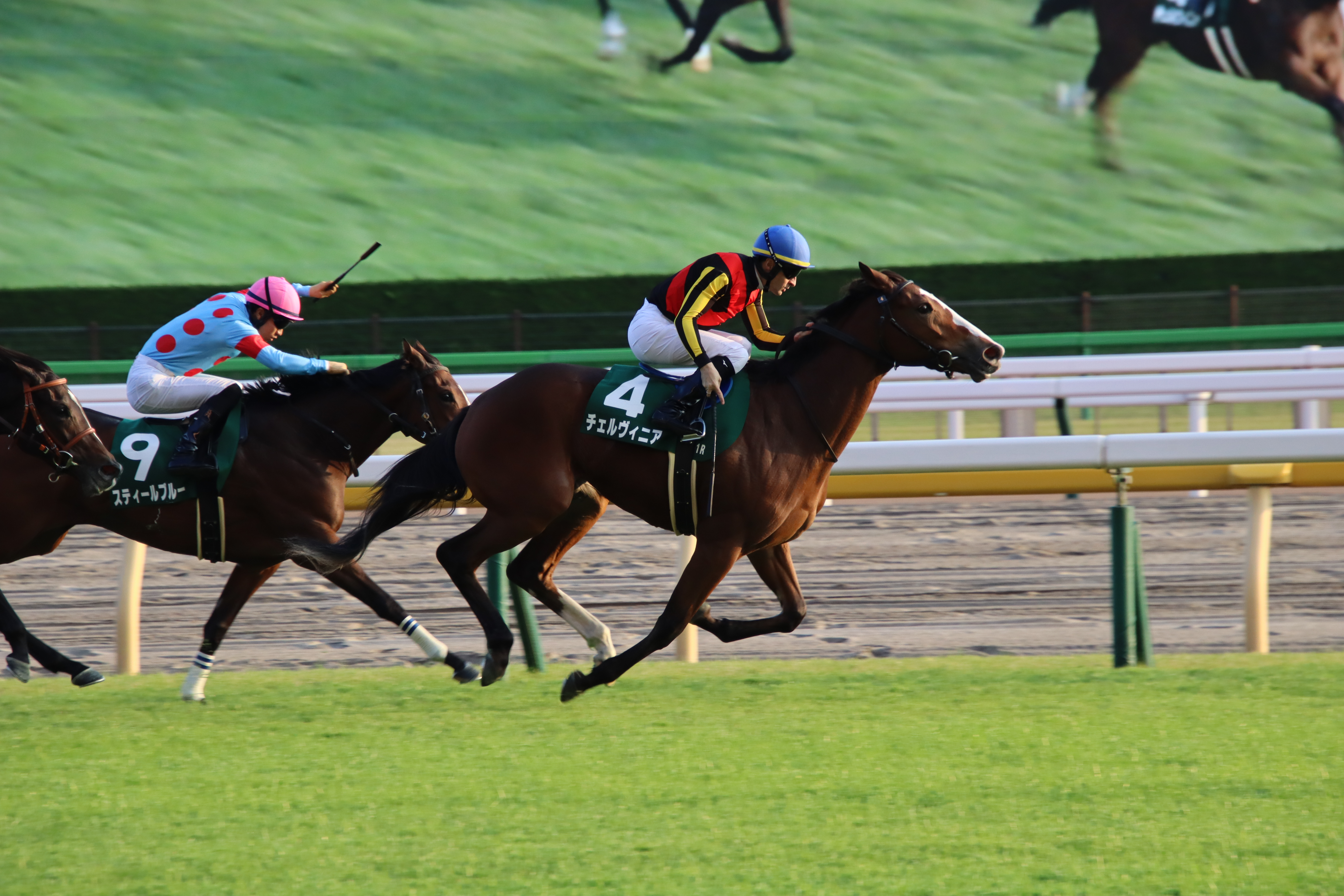
2023年アルテミスステークス

### 3歳（2024年）
1月28日トライアルは使わず桜花賞に直行することがサンデーサラブレッドクラブより発表された。4月7日予定通り桜花賞に出走。主戦のルメールが3月30日のドバイターフで落馬・負傷、外傷性肺気胸と診断されUAEからの飛行機に搭乗出来なくなった為、代役としてバウルジャン・ムルザバエフが手綱を取った。レースは4番人気に支持されたが、休み明けの影響からか直線での伸びを欠き、13着に惨敗した。続いて、5月19日の優駿牝馬に出走。負傷離脱していたルメールが鞍上に復帰し、桜花賞馬のステレンボッシュに次ぐ2番人気に支持された。道中は中団やや後方で運び、最後の直線で外に進路を取ると、インから抜け出してきたステレンボッシュとの一騎打ちを半馬身差で制して優勝。2016年の同競走で2着に惜敗した母チェッキーノの無念を晴らす形でGI初制覇を果たした。秋は秋華賞に直行、中団追走から直線で馬群を割って進出すると、後方より追い上げたボンドガールに1馬身3/4の差を付け優勝した。続くジャパンCではメンバー中最軽量となる54kgの斤量などが評価され、前走で天皇賞・秋を勝利したドウデュースに次ぐ2番人気に支持される。道中前方から中団でレースを運び、直線に向くとゴリアットと競り合う形で末脚を伸ばすが前を行くドゥレッツァを捉えきれず、外から伸びたドウデュースと内を掬ったシンエンペラーに交わされ、勝ったドウデュースから0.4秒差の4着に敗れた。

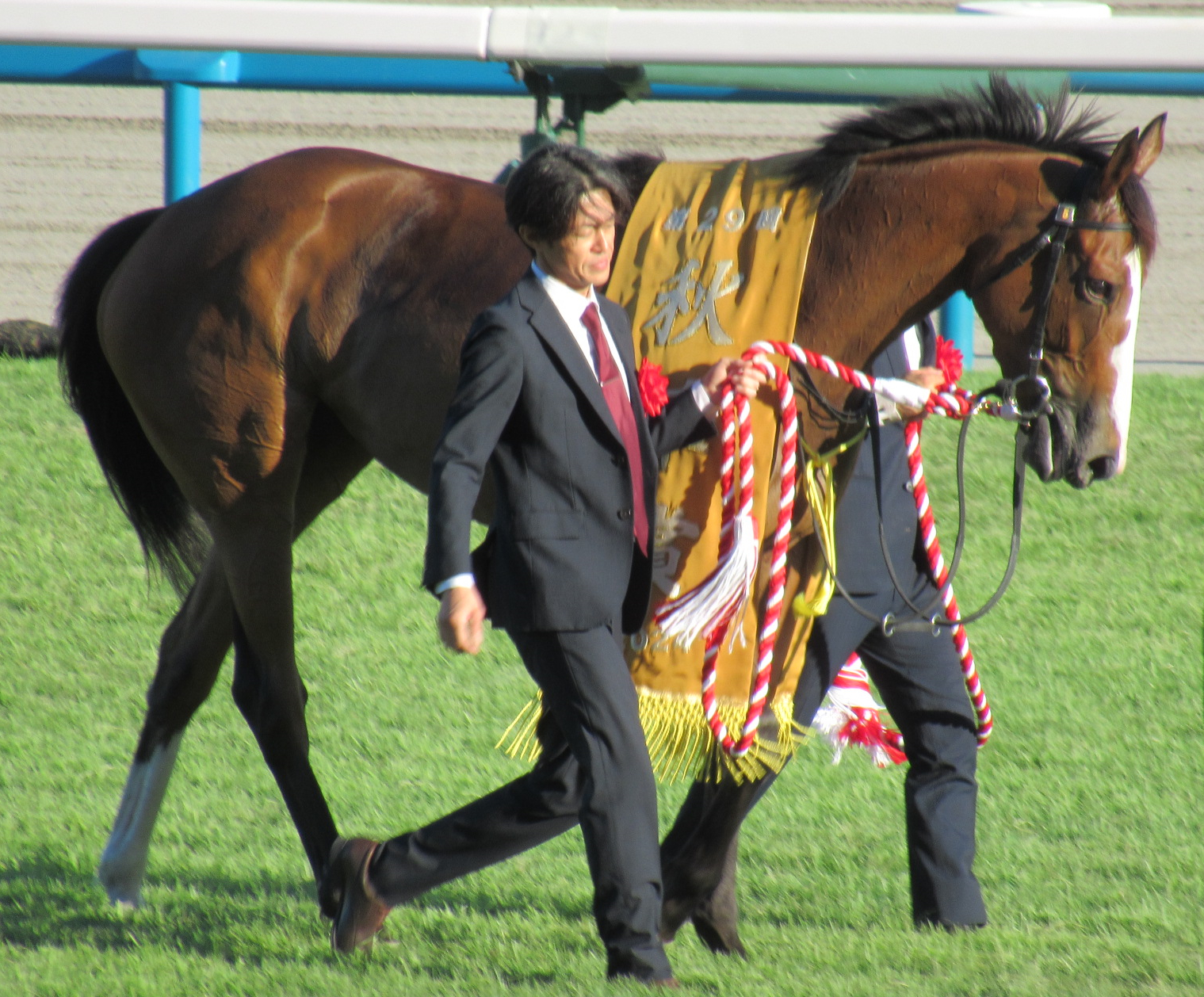
秋華賞優勝時、優勝レイをまとって
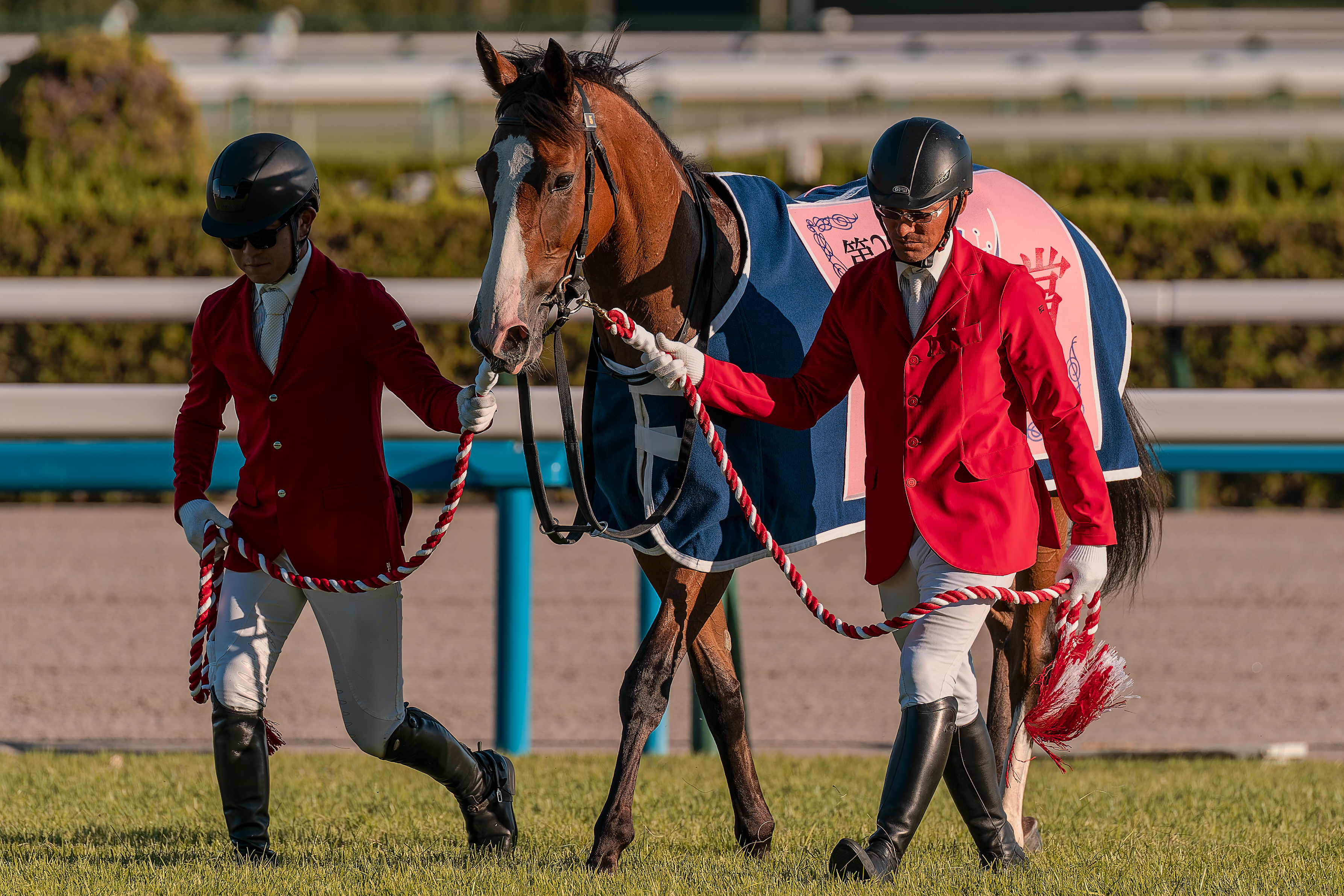
馬着を着用して

### 4歳（2025年）
ドバイシーマクラシックの招待を受諾。京都記念出走後に出否を決めると発表される。京都記念では1番人気に支持され、中団からレースを運ぶも失速し9着と大敗。鞍上のルメールは稍重の渋った馬場や前半1000m通過62.9というスローペース、コンディション不良などを敗因として挙げた。その後ドバイシーマクラシックへの参戦が発表され、4月5日に出走。4、5番手からレースを進めたが直線で伸びを欠き6着に敗れた。

## 競走成績
以下の内容は、JBISサーチ、netkeiba.com、Racing Postおよびエミレーツ競馬協会に基づく。
| 競走日     | 競馬場   | 競走名      | 格   | 距離（馬場）  | 頭 数 | 枠 番 | 馬 番 | オッズ （人気） | 着順 | タイム （上り3F） | 着差  | 騎手            | 斤量 [kg] | 1着馬（2着馬）       | 馬体重 [kg] |
| ---------- | -------- | ----------- | ---- | ------------- | ----- | ----- | ----- | --------------- | ---- | ----------------- | ----- | --------------- | --------- | -------------------- | ----------- |
| 2023.06.04 | 東京     | 2歳新馬     |      | 芝1600m（稍） | 11    | 1     | 1     | 001.80（1人）   | 02着 | R1:34.7（33.4）   | -0.1  | 0C.ルメール     | 55        | ボンドガール         | 470         |
| 0000.08.12 | 新潟     | 2歳未勝利   |      | 芝1800m（良） | 10    | 6     | 6     | 001.10（1人）   | 01着 | R1:46.9（33.0）   | -1.0  | 0C.ルメール     | 55        | （ローンウルフ）     | 476         |
| 0000.10.28 | 東京     | アルテミスS | GIII | 芝1600m（良） | 10    | 4     | 4     | 001.50（1人）   | 01着 | R1:33.6（33.3）   | -0.3  | 0C.ルメール     | 55        | （サフィラ）         | 480         |
| 2024.04.07 | 阪神     | 桜花賞      | GI   | 芝1600m（良） | 18    | 8     | 18    | 006.10（4人）   | 13着 | 01:33.4（34.8）   | -1.2  | 0B.ムルザバエフ | 55        | ステレンボッシュ     | 488         |
| 0000.05.19 | 東京     | 優駿牝馬    | GI   | 芝2400m（良） | 18    | 6     | 12    | 004.60（2人）   | 01着 | R2:24.0（34.0）   | -0.1  | 0C.ルメール     | 55        | （ステレンボッシュ） | 482         |
| 0000.10.13 | 京都     | 秋華賞      | GI   | 芝2000m（良） | 15    | 3     | 5     | 002.30（1人）   | 01着 | R1:57.1（34.2）   | -0.3  | 0C.ルメール     | 55        | （ボンドガール）     | 490         |
| 0000.11.24 | 東京     | ジャパンC   | GI   | 芝2400m（良） | 14    | 6     | 9     | 004.00（2人）   | 04着 | R2:25.9（33.4）   | -0.4  | 0C.ルメール     | 54        | ドウデュース         | 494         |
| 2025.02.16 | 京都     | 京都記念    | GII  | 芝2200m（稍） | 12    | 5     | 6     | 001.80（1人）   | 09着 | R2:16.7（35.3）   | -1.0  | 0C.ルメール     | 55        | ヨーホーレイク       | 500         |
| 0000.04.05 | メイダン | ドバイSC    | G1   | 芝2410m（Gd） | 9     | 8     | 9     | 011.20（6人）   | 06着 | R2:28.44          | -1.39 | 0C.ルメール     | 55        | Danon Decile         | 計不        |
| 0000.06.22 | 阪神     | しらさぎS   | GIII | 芝1600m（良） | 14    | 5     | 7     | 004.00（1人）   | 02着 | R1:33.2（33.9）   | -0.2  | 0C.ルメール     | 57        | キープカルム         | 484         |

- 海外の競走の「枠番」欄にはゲート番を記載
- 競走成績は2025年6月22日現在

## 血統表
| チェルヴィニアの血統                   | チェルヴィニアの血統              | チェルヴィニアの血統              | （血統表の出典）                  | （血統表の出典）  |
| 父系                                   | ダンジグ系                        | ダンジグ系                        | ダンジグ系                        |                   |
| 父 *ハービンジャー Harbinger 2006 鹿毛 | 父の父Dansili 1996 黒鹿毛         | *デインヒル                       | Danzig                            | Danzig            |
| 父 *ハービンジャー Harbinger 2006 鹿毛 | 父の父Dansili 1996 黒鹿毛         | *デインヒル                       | Razyana                           |                   |
| 父 *ハービンジャー Harbinger 2006 鹿毛 | 父の父Dansili 1996 黒鹿毛         | Hasili                            | Kahyasi                           | Kahyasi           |
| 父 *ハービンジャー Harbinger 2006 鹿毛 | 父の父Dansili 1996 黒鹿毛         | Hasili                            | Kerali                            |                   |
| 父 *ハービンジャー Harbinger 2006 鹿毛 | 父の母Penang Pearl 1996 鹿毛      | Bering                            | Arctic Tern                       | Arctic Tern       |
| 父 *ハービンジャー Harbinger 2006 鹿毛 | 父の母Penang Pearl 1996 鹿毛      | Bering                            | Beaune                            |                   |
| 父 *ハービンジャー Harbinger 2006 鹿毛 | 父の母Penang Pearl 1996 鹿毛      | Guapa                             | Shareef Dancer                    | Shareef Dancer    |
| 父 *ハービンジャー Harbinger 2006 鹿毛 | 父の母Penang Pearl 1996 鹿毛      | Guapa                             | Sauceboat                         |                   |
| 母 チェッキーノ 2013 栗毛              | 母の父キングカメハメハ 2001 鹿毛  | Kingmambo                         | Mr. Prospector                    | Mr. Prospector    |
| 母 チェッキーノ 2013 栗毛              | 母の父キングカメハメハ 2001 鹿毛  | Kingmambo                         | Miesque                           |                   |
| 母 チェッキーノ 2013 栗毛              | 母の父キングカメハメハ 2001 鹿毛  | *マンファス                       | *ラストタイクーン                 | *ラストタイクーン |
| 母 チェッキーノ 2013 栗毛              | 母の父キングカメハメハ 2001 鹿毛  | *マンファス                       | Pilot Bird                        |                   |
| 母 チェッキーノ 2013 栗毛              | 母の母ハッピーパス 1998 鹿毛      | *サンデーサイレンス               | Halo                              | Halo              |
| 母 チェッキーノ 2013 栗毛              | 母の母ハッピーパス 1998 鹿毛      | *サンデーサイレンス               | Wishing Well                      |                   |
| 母 チェッキーノ 2013 栗毛              | 母の母ハッピーパス 1998 鹿毛      | *ハッピートレイルズ               | *ポッセ                           | *ポッセ           |
| 母 チェッキーノ 2013 栗毛              | 母の母ハッピーパス 1998 鹿毛      | *ハッピートレイルズ               | *ロイコン                         |                   |
| 母系(F-No.)                            | ハッピートレイルズ(IRE)系(FN:4-d) | ハッピートレイルズ(IRE)系(FN:4-d) | ハッピートレイルズ(IRE)系(FN:4-d) |                   |
| 5代内の近親交配                        | Northern Dancer 5 x 5             | Northern Dancer 5 x 5             | Northern Dancer 5 x 5             |                   |
| 出典                                   | 1.                                | 1.                                | 1.                                | 1.                |

- 母チェッキーノは2016年のフローラステークス勝ち馬で、優駿牝馬2着馬。
- 祖母ハッピーパスは2003年の京都牝馬ステークス勝ち馬で、半姉に1993年マイルチャンピオンシップ勝ち馬のシンコウラブリイがいる。
- 半兄に2023年新潟記念の勝ち馬ノッキングポイント（父モーリス）がいる。
- そのほかの近親に2025年皐月賞勝ち馬のミュージアムマイル。